# Ölkanne

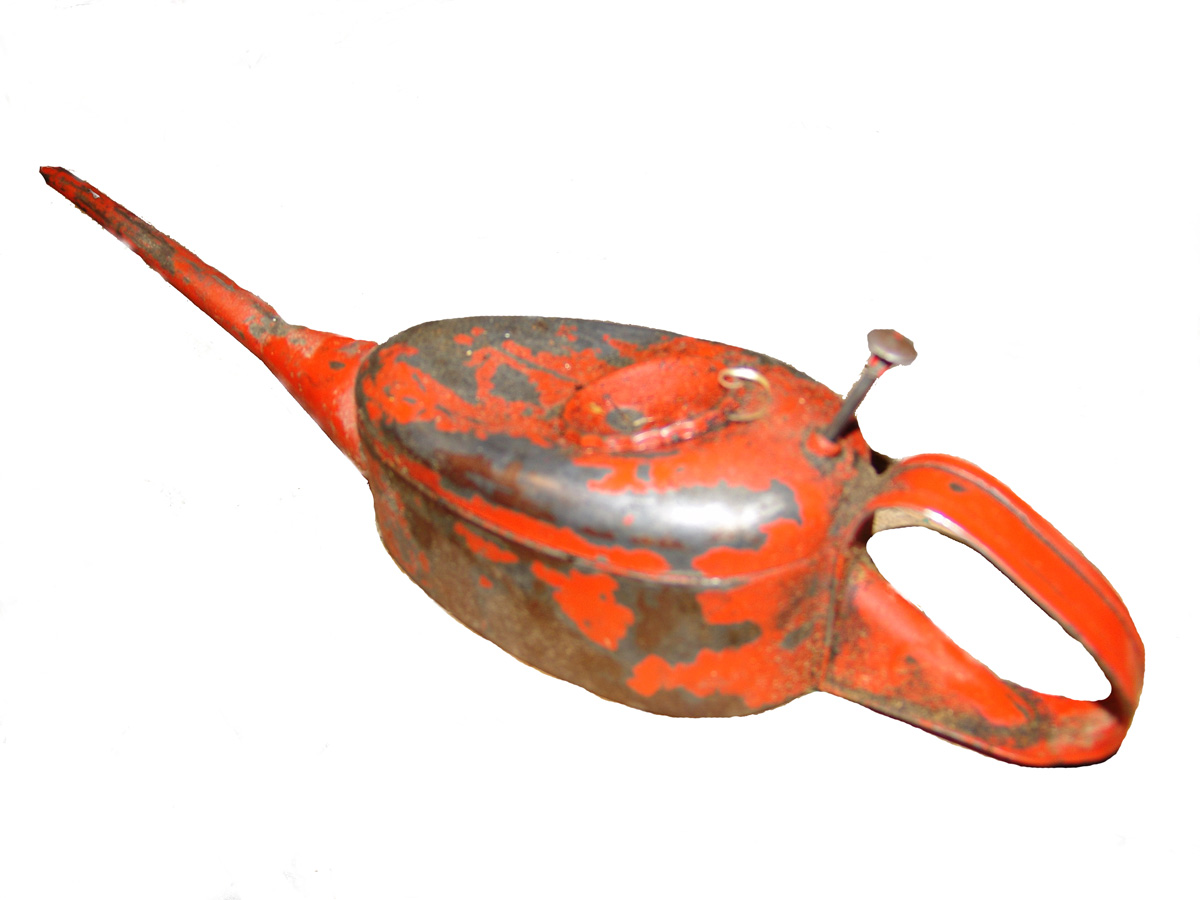
Beispiel für eine Ölkanne zum Schmieren von Lagerstellen

Eine Ölkanne – auch Öler genannt – ist ein zumeist geschlossenes Behältnis für Schmieröl, das häufig für die technische Wartung genutzt wird.

## Weitere Einzelheiten
Eine Ölkanne hilft beim Schmieren von Lagern und bewahrt zugleich den Schmierstoff auf, so dass dieser im Bedarfsfall kurzfristig und in beliebig kleinen Mengen verfügbar ist. Die zu schmierenden Stellen benötigen meist nur wenig Öl. Für schwer zugängliche Bereiche ist oft ein verlängerter Ausguss vorhanden.
Oft sind Ölkannen mit einer kleinen fingerbetätigten Kolbenpumpe ausgestattet, die es erlaubt, das Öl bedarfsgerecht zu dosieren.
Vorher abgemessene Mengen eines Schmierstoffes werden auch durch eine Ölkanne in den Vorratsbehälter einer Maschine ein- bzw. nachgefüllt. Ein Beispiel hierfür ist der Ölwechsel beim Verbrennungsmotor, der oft aus einer Ölkanne mit einer Messskala und einer Tülle neues Motoröl eingefüllt bekommt.
Üblicherweise ist eine Ölkanne aus Blech oder Kunststoff gefertigt und fasst Mengen zwischen 0,2 und 5 Litern.

### Piktogramm

Ölkannen-Piktogramm

Obwohl bei modernen Kraftfahrzeugen der Einsatz einer traditionellen Ölkanne zum Abschmieren beweglicher Teile weitgehend obsolet ist, wird eine stilisierte Darstellung einer Ölkanne beispielsweise bei der Öldruckwarnleuchte am Armaturenbrett oder im Kombiinstrument verwendet.